# De Brekende Golf
De Brekende Golf of het Vissersmonument is een monument in Oudeschild op het eiland Texel dat herinnert aan omgekomen Texelse vissers op zee. Het monument is ontworpen door de Texelse kunstenaar Harry Tielemans. Het stelt een gestileerde golf voor.
Het gedenkteken is gemaakt van staal op een sokkel van basaltstenen. Op de plaquette onder de golf staat de tekst:
VOOR DE VISSERS
DIE HET LEVEN
OP ZEE LIETEN
De visvangst is altijd een belangrijke bron van inkomsten geweest op Texel, met de haven van Oudeschild als centrum van de visserij. In 1970 verging het schip TX26. Vijf jaar later, in juni 1975, werd het monument onthuld voor alle Texelaars die op zee zijn omgekomen, waaronder de bemanning van TX26. De plechtigheid werd verricht door Klaas Hoekstra, de voorzitter van de Nederlandse Vissersbond. Het wrak van de TX26 werd pas in juli 2024 teruggevonden.
Tielemans ontwierp ook een tweede monument op Texel, De Schicht. Dit kunstwerk is van dezelfde materialen gemaakt en staat ook aan de dijk, ongeveer 15 kilometer noordelijker.